# OpenELEC
OpenELEC (abbreviazione di Open Embedded Linux Entertainment Center) è una distribuzione Linux creata per gli home theater PC e basati sul Kodi media player. È stato disegnato per consumare relativamente poche risorse e per avviarsi velocemente dalla memoria flash.
Il 5 maggio 2014 il team di OpenELEC ha rilasciato la versione 4.0 che includeva un aggiornamento a XBMC 13.0, nonché la versione 3.14 del kernel Linux e driver di dispositivo aggiornati.
Nel marzo 2016, OpenELEC è stato biforcato dopo "differenze creative", portando la maggior parte dei suoi sviluppatori attivi all'epoca a unirsi al nuovo progetto LibreELEC, e nel giugno 2017 il suo sviluppo è stato terminato.

## Descrizione
OpenELEC offre una suite software completa per i media center che include una versione preconfigurata di Kodi e componenti aggiuntivi di terze parti con emulatori di console per videogiochi e plug-in DVR.
OpenELEC è una distribuzione basata su Linux estremamente piccola e molto veloce da avviare, progettata principalmente per l'avvio da schede di memoria flash come CompactFlash o unità a stato solido, simile a quella della distribuzione XBMCbuntu (in precedenza XBMC Live) ma specificamente mirata al minimo set-top box di configurazione hardware basato su un SoC ARM o processore Intel x86.

## Storia
Dal 2011, il team OpenELEC è solito rilasciare una nuova versione seguendo il programma di rilascio di Kodi.
| versione OpenELEC | versione OpenELEC | data di rilascio  | versione Kodi | versione Kodi | Kernel  |
| ----------------- | ----------------- | ----------------- | ------------- | ------------- | ------- |
| 1                 | 1.0               | 20 Ottobre 2011   | 10.1          | Dharma        |         |
| 2                 | 2.0               | 16 Ottobre 2012   | 11.0          | Eden          | 3.2.31  |
| 3                 | 3.0               | 24 Marzo 2013     | 12.1          | Frodo         |         |
| 3                 | 3.0.6             | 15 Giugno 2013    | 12.1          | Frodo         |         |
| 3                 | 3.2               | 13 Settembre 2013 | 12.2          | Frodo         | 3.10    |
| 3                 | 3.2.4             | 28 Novembre 2013  | 12.2          | Frodo         | 3.10.20 |
| 4                 | 4.0               | 5 Maggio 2014     | 13.0          | Gotham        | 3.14    |
| 4                 | 4.0.7             | 9 Luglio 2014     | 13.1          | Gotham        | 3.14.11 |
| 4                 | 4.2               | 26 Settembre 2014 | 13.2          | Gotham        | 3.16    |
| 5                 | 5.0               | 28 Dicembre 2014  | 14.0          | Helix         | 3.17    |
| 5                 | 5.0.7             | 29 Marzo 2015     | 14.2          | Helix         | 3.17    |
| 6                 | 6.0               | 1 Novembre 2015   | 15.2          | Isengard      | 4.1     |
| 6                 | 6.0.3             | 1 Marzo 2016      | 15.2          | Isengard      | 4.1     |
| 7                 | 7.0               | 29 Dicembre 2016  | 16.1          | Jarvis        | 4.4     |
| 7                 | 7.0.1             | 12 Gennaio 2017   | 16.1          | Jarvis        | 4.4     |
| 8                 | 8.0               | 9 Aprile 2017     | 17.1          | Krypton       | 4.9     |